# Ah ah ah
Ah ah ah (zapis stylizowany: AH AH AH) – singel polskiej piosenkarki Roksany Węgiel. Singel został wydany 1 stycznia 2025.

## Geneza utworu i historia wydania
Utwór napisali i skomponowali Sibel Rezdep, Roksana Węgiel-Mglej, Weronika Gabryelczyk i Pablo Muñoz Huapaya.
Singel ukazał się w formacie digital download 1 stycznia 2025 w Polsce wydaniem własnym.
31 grudnia 2024 wystąpiła z piosenką podczas Sylwestrowej Mocy Przebojów organizowanej w Toruniu i emitowanej na antenie stacji Polsat.

## Lista utworów
- Digital download[2]

1. „Ah ah ah” – 2:05